# VIII Liceum Ogólnokształcące im. Stanisława Wyspiańskiego w Krakowie
VIII Liceum Ogólnokształcące im. Stanisława Wyspiańskiego – liceum ogólnokształcące w Krakowie, położone przy ul. Grzegórzeckiej 24.

## Historia
W roku 1954 rozpoczęły się wstępne prace budowlane związane ze stawianiem budynku nowej szkoły średniej w Krakowie. Przy wsparciu ówczesnego premiera Józefa Cyrankiewicza oraz inżyniera Józefa Gołębia – autora projektu gmachu, w roku 1955 został podpisany akt erekcyjny nowej szkoły. Ponieważ nie udało się ukończyć budowy na czas, swój pierwszy rok szkolny 1955/56 rozpoczęła ósemka w budynku Szkoły Podstawowej nr 38 przy ulicy Żółkiewskiego. W styczniu roku 1956 szkoła została oddana do użytku, a jej dyrektorem został Włodzimierz Żytyński. Zgodnie z kolejnością przypisano jej miano XI Liceum Ogólnokształcącego w Krakowie. W roku 1959 utworzono szkołę Przysposobienia Zawodowego przy liceum. W tym samym roku liceum ukończyło 47 pierwszych absolwentów. W roku 1961 nadano szkole imię Stanisława Wyspiańskiego. Numer VIII szkoła nosi od 1962 r, kiedy to włączono do niej Liceum Ogólnokształcące nr VIII działające dotychczas przy ul. Podbrzezie 10.
Kolejnymi dyrektorami byli: Stanisław Dynowski, Janusz Kaczkowski, Alina Włodarczyk, Włodzimierz Japołł, Bernard Strumidło, Zdzisław Kusztal, Krystyna Cięciwa, Zdzisław Kusztal po raz drugi, Katarzyna Miezian, Anna Drwięga oraz Maria Kot.

## Rankingi
Według rankingu krakowskich liceów 2010, przeprowadzonego przez Gazetę Wyborczą, VIII LO znajduje się na 5. miejscu, także według rankingu miesięcznika Perspektywy z roku 2021, dotyczącego całej Małopolski, VIII LO znajduje się na 4 miejscu.

## Absolwenci
Kryterium umieszczenia na tej liście danej postaci było posiadanie przez nią biogramu w polskiej Wikipedii.
- Nina Repetowska (aktorka)
- Tadeusz Huk (aktor)
- Ewa Drzyzga (dziennikarka)
- Joanna Liszowska (aktorka)
- Andrzej Jakóbiec (muzyk jazzowy)
- Bożena Krzyżanowska (aktorka)
- Andrzej Pawlik (dziennikarz)
- Leszek Piskorz (aktor)
- Andrzej Zaucha (wokalista)
- Ryszard Legutko (filozof, profesor Uniwersytetu Jagiellońskiego, były minister edukacji narodowej)
- Ryszard Terlecki (polityk)
- Jan Peszek (aktor)
- Sebastian Uznański (pisarz)
- Marian Reinfuss (onkolog)
- Krzysztof Szczerski (polityk)
- Leszek Żądło (muzyk jazzowy)
- Józef Opalski (dr nauk humanistycznych, reżyser)
- Marcin Koszałka (operator i reżyser filmowy)
- Bogusław Mietniowski (muzyk)